# Яблоновский, Антоний Барнаба
Князь Антоний Барнаба Яблоновский (пол. Antoni Barnaba Jabłonowski; Варшава, 27 января 1732 — 4 апреля 1799, Варшава) — польский государственный деятель из рода Яблоновских, воевода познанский (1765-1778), последний каштелян краковский (1782-1795), староста буский, межиречский, буско-здруйский, швецкий и чигиринский. Автор автобиографического «Дневника» (пол. Pamiętnik).

## Биография
Родился 27 января 1732 года в Варшаве в семье князя Станислава Винцентия Яблоновского и Дороты Брониц. Его отец, возведённый в 1744 г. в княжеское достоинство, был сыном Яна Станислава, великого коронного канцлера.
В 1754 году стал старостой буским, в 1765 году — воеводой познанским, маршалком Коронного Трибунала. Умело лавировал между политическими фракциями во время правления короля Августа III Саксонского. В 1764 году поддержал на выборах кандидатуру короля Станислава Августа. 23 октября 1767 года вошёл в состав Комиссии сейма, определявшей под нажимом российского посла князя Репнина устройство Речи Посполитой.
С 1770 по 1790 год — сенатор, в 1772 году был посланником Барской Конфедерации к австрийскому двору в Вене, но не сумел избежать оккупации Польши. В 1782 году — член Постоянного совета польского правительства, каштелян Кракова, староста буский, межиречский, буско-здруйский, швецкий и чигиринский.
Участвовал в Четырёхлетнем сейме 1788—1792 годов, как представитель патриотической партии выступал сторонником Конституции 3 мая 1791 года и за реформы, направленные на укрепление независимости Польши от России. В 1793 году вошёл в состав делегации польских дворян, направленных с миссией в Санкт-Петербург, в 1794 году принимал участие в восстании Костюшко.
Антоний Барнаба выстроил по проекту Мерлини в центре Варшавы позднебарочный дворец Яблоновских, позднее служивший городской ратушей. Дворец был разрушен во время Второй мировой войны и заново отстроен в конце XX века. Умер в этом дворце в возрасте 67 лет.

## Семья
- Первая жена (с 20 сентября 1755 года) — княжна Анна Сангушко-Ковельская (1739—1766), дочь маршалка великого литовского П. К. Сангушко. Дети:
  - Дорота Барбара (1760—1844), жена князя Юзефа Клеменса Чарторыйского (1740—1810);
  - Станислав (1762—1822), генерал-лейтенант.
- Вторая жена — Текла Чаплик (1758—1820). Дети:
  - Тереза (р. 1778), жена Юрия Михаила Потоцкого;
  - Максимилиан (1785-1846), обер-гофмаршал, сенатор.

## Награды
- Орден Белого орла — 3 августа 1761 года;
- Орден Святого Губерта — 1790 год.